# 말장애
말장애(speech disorder)는 언어 장애의 하나로 말을 하는데 있는 장애다. 언어 장애 중 언어의 이해 기능에 문제가 있는 언어기능장애와 구별된다.

## 종류
- 함묵
- 말더듬증
- 발성 장애

## 같이 보기
- 언어기능장애